# Халзаново
Халзаново (рос. Халзаново) — село Прибайкальського району, Бурятії Росії. Входить до складу Сільського поселення Турунтаївського.
Населення — 120 осіб (2015 рік).